# Metropolia Cagayan de Oro
Metropolia Cagayan de Oro – jedna z 16 metropolii kościoła rzymskokatolickiego na Filipinach. Została erygowana 29 czerwca 1951.

## Diecezje
- Archidiecezja Cagayan de Oro
  - Diecezja Butuan
  - Diecezja Malaybalay
  - Diecezja Surigao
  - Diecezja Tandag

## Metropolici
- James Thomas Gibbons Hayes (1951-1970)
- Patrick H. Cronin (1970-1988)
- Jesus Balaso Tuquib (1988-2006)
- Antonio Ledesma (2006-2020)
- José Cabantan (od 2020)